# Золотково (Великолукский район)
Золотко́во — деревня в Великолукском районе Псковской области России. Входит в состав Переслегинской волости.

## География
Расположена на северо-западе района, в 3 км от райцентра Великие Луки.

## Население
| 2001 | 2002 | 2010 |
| ---- | ---- | ---- |
| 56   | →56  | ↗63  |

Численность населения деревни по состоянию на начало 2001 года составила 56 жителей.